# Kader Mangane
Abdou Kader Mangane (ur. 23 marca 1983 w Dakarze) – piłkarz senegalski grający na pozycji defensywnego pomocnika w RC Strasbourg.

## Kariera klubowa
Karierę piłkarską Mangane rozpoczął w pierwszoligowym senegalskim klubie o nazwie US Rail. Po zdobyciu 4 goli latem 2001 trafił do Europy i w wieku 19 lat podpisał profesjonalny kontrakt ze szwajcarskim Neuchâtel Xamax. W lidze szwajcarskiej zadebiutował 24 sierpnia w wygranym 1:0 domowym spotkaniu z FC Basel. Od sezonu 2002/2003 stał się podstawowym zawodnikiem drużyny, z którą dotarł do finału Pucharu Szwajcarii. Neuchâtel przegrało w nim 0:6 z FC Basel. W 2007 roku spadł z Neuchâtel do drugiej ligi i na zapleczu Super League grał przez rok.
Latem 2007 Mangane odszedł do BSC Young Boys i swój pierwszy mecz w klubie z Berna rozegrał 22 lipca przeciwko FC Aarau. W Young Boys spędził tylko miesiąc rundy jesiennej sezonu 2007/2008.
Jeszcze w sierpniu 2007 roku Senegalczyk przeszedł za 3,3 miliona euro do francuskiego RC Lens. Debiut w tamtejszej Ligue 1 zaliczył 15 września przeciwko AS Nancy (1:0). Zdobył 5 bramek dla Lens, jednak nie zdołał pomóc klubowi w utrzymaniu w lidze i Lens zajmując 18. pozycję zostało zdegradowane do Ligue 2.
Po spadku Lens w 2008 roku Mangane został piłkarzem Stade Rennais FC. Suma transferu wyniosła 2 miliony euro, a w barwach Rennes Kader zadebiutował 9 sierpnia w meczu z Olympique Marsylia (4:4). Od początku sezonu 2008/2009 był podstawowym graczem Rennes. W 2012 roku odszedł do Al-Hilal, z którego był wypożyczony w 2013 roku do Sunderlandu. W sezonie 2013/2014 wypożyczono go do Kayseri Erciyessporu. W sezonie 2015/2016 grał w Gazélec Ajaccio, a latem 2016 przeszedł do RC Strasbourg.
| Sezon   | Klub                | Kraj             | Rozgrywki        | Mecze | Bramki | Rozgrywki Europy | Mecze | Bramki |
| ------- | ------------------- | ---------------- | ---------------- | ----- | ------ | ---------------- | ----- | ------ |
| 2001    | US Rail             | Senegal          | I liga           | 17    | 4      | -                | -     | -      |
| 2001/02 | Neuchâtel Xamax     | Szwajcaria       | Axpo League      | 16    | 1      | -                | -     | -      |
| 2002/03 | Neuchâtel Xamax     | Szwajcaria       | Axpo League      | 25    | 1      | -                | -     | -      |
| 2003/04 | Neuchâtel Xamax     | Szwajcaria       | Axpo League      | 26    | 1      | -                | -     | -      |
| 2004/05 | Neuchâtel Xamax     | Szwajcaria       | Axpo League      | 30    | 1      | -                | -     | -      |
| 2005/06 | Neuchâtel Xamax     | Szwajcaria       | Axpo League      | 25    | 3      | -                | -     | -      |
| 2006/07 | Neuchâtel Xamax     | Szwajcaria       | Challenge League | 28    | 7      | -                | -     | -      |
| 2007/08 | BSC Young Boys      | Szwajcaria       | Axpo League      | 7     | 1      | -                | -     | -      |
| 2007/08 | RC Lens             | Francja          | Ligue 1          | 22    | 5      | -                | -     | -      |
| 2008/09 | Stade Rennais FC    | Francja          | Ligue 1          | 26    | 0      | Liga Europy UEFA | 4     | 0      |
| 2009/10 | Stade Rennais FC    | Francja          | Ligue 1          | 33    | 4      | -                | -     | -      |
| 2010/11 | Stade Rennais FC    | Francja          | Ligue 1          | 29    | 3      | -                | -     | -      |
| 2011/12 | Stade Rennais FC    | Francja          | Ligue 1          | 13    | 2      | Liga Europy UEFA | 6     | 1      |
| 2012/13 | Al-Hilal            | Arabia Saudyjska | 1. liga          | 14    | 2      | -                | -     | -      |
| 2012/13 | Sunderland A.F.C.   | Anglia           | Premier League   | 2     | 0      | -                | -     | -      |
| 2013/14 | Kayseri Erciyesspor | Turcja           | Süper Lig        | 27    | 2      | -                | -     | -      |
| 2014/15 | Kayseri Erciyesspor | Turcja           | Süper Lig        | 9     | 1      | -                | -     | -      |
| 2015/16 | Gazélec Ajaccio     | Francja          | Ligue 1          | 31    | 1      | -                | -     | -      |
| 2016/17 | RC Strasbourg       | Francja          | Ligue 2          | 19    | 1      |                  |       |        |
| 2017/18 | RC Strasbourg       | Francja          | Ligue 1          | 20    | 1      |                  |       |        |

Stan na: koniec sezonu 2017/2018

## Kariera reprezentacyjna
W reprezentacji Senegalu Mangane zadebiutował w 2003 roku. W 2008 roku powrócił do niej po 5 latach przerwy na eliminacje do Mistrzostw Świata w RPA i Pucharu Narodów Afryki 2010.